# Parkland (Washington)
Parkland je obec v okrese Pierce v americkém státě Washington. V roce 2010 zde žilo 35 803 obyvatel, z nichž 60 % tvořili běloši, 12 % Afroameričané a 8 % Asiaté. 13 % obyvatelstva bylo hispánského původu. Jedná se o předměstí Tacomy, nachází se zde Pacific Lutheran University. Hlavní střední školou ve městě je Washington High School.